# Carroll Hooser
Carroll L. Hooser (Dallas, 5 marzo 1944) è un ex cestista statunitense, professionista nella ABA.

## Carriera
È stato selezionato dai Detroit Pistons al sesto giro del Draft NBA 1966 (52ª scelta assoluta).